# Evil Urges
Evil Urges è il quinto album discografico in studio del gruppo musicale statunitense My Morning Jacket, pubblicato nel giugno 2008 dalla ATO Records.

## Tracce
1. Evil Urges – 5:14
2. Touch Me I'm Going to Scream Pt.1 – 3:51
3. Highly Suspicious – 3:07
4. I'm Amazed – 4:35
5. Thank You Too! – 4:29
6. Sec Walkin – 3:37
7. Two Halves – 2:36
8. Librarian – 4:18
9. Look at You – 3:30
10. Aluminum Park – 3:58
11. Remnants – 3:04
12. Smokin from Shootin – 5:07
13. Touch Me I'm Going to Scream Pt.2 – 8:14
14. Good Intentions – 0:06

## Formazione
- Jim James - voce, chitarre, basso, batteria, percussioni
- Tom "Two Tone Tommy" Blakenship - basso
- Patrick Hallahan - batteria
- Carl Broemel - chitarre, cori
- Bo Koster - tastiere, programmazione, cori, piano, synth, organo, Rhodes, percussioni